# Jo Boaler
Jo Boaler là một nhà viết sách giáo dục người Anh và là Giáo sư về giáo dục Toán học tại Trường sư phạm Đại học Stanford . Boaler tham gia vào việc thúc đẩy cải cách giáo dục toán học và các lớp học toán học bình đẳng. 
Bà là đồng sáng lập của Youcubed, một trung tâm Stanford cung cấp tài nguyên giáo dục toán học cho giáo viên, học sinh và phụ huynh. Boaler là tác giả của 8 cuốn sách, bao gồm Toán học Mindsets (2016), What's Math Got To Do With It? (2009) và The Elephant in the Classroom (2010), tất cả đều được viết cho giáo viên và phụ huynh với mục đích cải tiến giáo dục toán học ở cả Mỹ và Anh. Năm 1997/2002 cuốn sách, Experiencing School Mathematics (Trải nghiệm Toán học ở trường), đã giành được giải thưởng "Sách xuất sắc nhất của năm" cho giáo dục ở Anh.

## Sự nghiệp
Jo Boaler bắt đầu sự nghiệp của mình như một giáo viên dạy toán tại các trường trung học ở London, trong đó có trường Haverstock, Camden . Sau đó Boaler lấy bằng Thạc sĩ về Giáo dục Toán học từ King's College London hạng danh dự vào năm 1991. Bà hoàn thành bằng tiến sĩ về giáo dục toán học tại cùng trường đại học và đã nhận được giải thưởng tiến sĩ giỏi nhất về giáo dục của Hiệp hội Nghiên cứu giáo dục Vương quốc Anh vào năm 1997.
Năm 1998, Jo Boaler trở thành giáo sư trợ lý Toán học tại Trường Sư phạm thuộc Đại học Stanford . Bà được một chỗ dạy chính thức vào năm 2001 và trở thành một giáo sư thực thụ năm 2006. Từ năm 2000 đến năm 2004, Boaler từng là chủ tịch Tổ chức Phụ nữ và Giáo dục Toán học Quốc tế . Tháng 1 năm 2007, bà được trao tặng Huân chương Marie Curie Foundation of Excellence  tại Đại học Sussex. Sau ba năm trong chức vụ này, năm 2010, bà trở lại Stanford với vị trí cũ là Giáo sư sư phạm Toán học .
Vào năm 2013, Boaler dạy khóa học trực tuyến đại chúng mở (MOOC) đầu tiên về giáo dục toán học, được gọi là "Làm thế nào để học Toán". Mục đích của nó là để giáo dục giáo viên và phụ huynh về một cách giảng dạy toán học mới để giúp học sinh vượt qua nỗi sợ toán học trong khi vẫn nâng cao thành tích học tập. Hơn 40.000 giáo viên và phụ huynh tham gia, với khoảng 25.000 học viên hoàn thành khóa học toàn thời gian 2 đến 16 giờ. Vào cuối khóa học, 95% người trả lời cuộc khảo sát chỉ ra rằng họ sẽ sửa đổi cách giảng dạy môn toán . Boaler cũng cung cấp tư vấn cho các tổ chức giáo dục kỹ thuật số khác nhau ở Thung lũng Silicon như Novo-ed, Inner Tube Games,và Udacity. Ngoài ra, bà dạy tại các hội thảo về giảng dạy cho một tư duy phát triển, dựa vào tác phẩm của Carol Dweck, tác giả và nhà phát triển lý thuyết về tư duy tăng trưởng .

## Nghiên cứu
Ban đầu, bà Boaler tiến hành các nghiên cứu theo chiều dọc về việc học sinh học toán học qua các phương pháp tiếp cận khác nhau. Nghiên cứu đầu tiên của bà kéo dài ba năm ở Anh mà được công bố như "Experiencing School Mathematics: Teaching Styles, Sex, and Setting." (Kinh nghiệm toán tại trường học:cách giảng dạy, giới tính và môi trường)  Cuốn sách mà sau này được phát hành cho đọc giả Mỹ với tựa là "Experiencing School Mathematics: Traditional and Reform Approaches to Teaching and their Impact on Student Learning" (Kinh nghiệm toán tại trường học: các cách tiếp cận truyền thống và cải cách để giảng dạy và ảnh hưởng của chúng đối với việc học của học sinh) (2002). Năm 2000, bà được Quỹ Khoa học Quốc gia trao tặng giải thưởng tổng thống cho những người mới khởi đầu sự nghiệp (presidential Early Career Award). Nó tài trợ một nghiên cứu bốn-năm về học sinh học toán học qua các phương pháp tiếp cận khác nhau tại 3 trường trung học Mỹ. Cả hai nghiên cứu nhận thấy những học sinh mà tích cực tham gia vào việc học toán sử dụng cách giải quyết vấn đề và lý luận về các phương pháp, đạt được ở mức độ cao hơn và thích môn toán hơn so với những người tham gia một cách thụ động bằng các phương pháp tập luyện mà một giáo viên đã chỉ dẫn  Ngoài việc tập trung vào "học tập dựa vào điều tra", nghiên cứu của Boaler cũng tập trung vào việc bình đẳng giới tính và toán học. Bên cạnh đó, nghiên cứu của Boaler đã làm nổi bật những vấn đề liên quan đến khả năng tạo thành nhóm ở Anh và Mỹ. Gần đây, Boaler đã công bố nghiên cứu cho thấy mối liên hệ giữa kiểm tra có bấm giờ và lo lắng về toán. Hiện nay, Boaler đang tiến hành nghiên cứu về toán học, các lỗi lầm, và tư duy phát triển  với các giáo sư Đại học Stanford Carol Dweck  và Greg Walton.